# Phthiracarus armatus
Phthiracarus armatus är en kvalsterart som först beskrevs av Sandór Mahunka 1986.  Phthiracarus armatus ingår i släktet Phthiracarus och familjen Phthiracaridae. Inga underarter finns listade i Catalogue of Life.